# CP Kelco
CP Kelco ApS er en dansk producent af fødevareingredienser som pektin og forskellige andre tilsætningsstoffer til fødevarer. De har hovedkvarter i Lille Skensved ved Køge, hvor Karl Pedersen åbnede den første fabrik i 1947. Sidenhen har de åbnet fabrikker i Tyskland, Brasilien, USA og Kina. Det nuværende selskab blev etableret i 1998 og er ejet af Waterview fra Luxembourg. Andre produkter de fremstiller inkluderer polysakkarider som carrageenan, xanthangummi, gellangummi, diutangummi samt citrusfibre.